# 平道

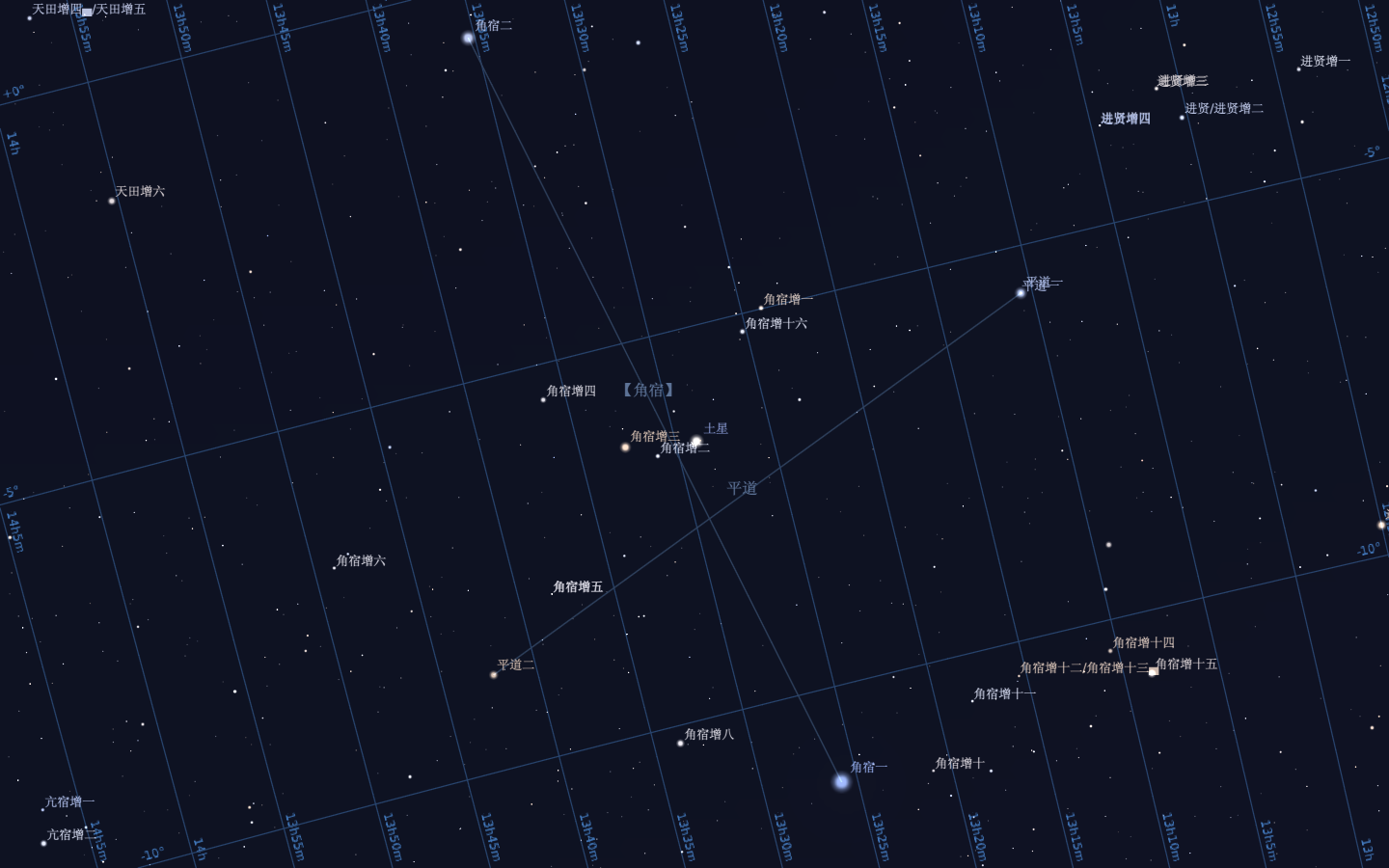
平道

平道是中国古代星官之一，属于二十八宿东方七宿的角宿，含有2颗恒星，位于现代星座划分的室女座。
其名稱的含義是指負責將道路整修平整的官員:48。

## 所含恒星及对应西方名称[2]
| 平道一 | θ Vir  |
| 平道二 | 82 Vir |